# ویکتور اش
ویکتور اش (انگلیسی: Victor Ashe؛ زادهٔ ۱ ژانویهٔ ۱۹۴۵) سیاست‌مدار و دیپلمات اهل ایالات متحده آمریکا است.